# Benthogenia cribellosa
Benthogenia cribellosa is een kamster uit de familie Porcellanasteridae.
De wetenschappelijke naam van de soort werd in 1911 gepubliceerd door Walter Kenrick Fisher.